# Tetanolita floridana
Tetanolita floridana är en fjärilsart som beskrevs av Smith 1895. Tetanolita floridana ingår i släktet Tetanolita och familjen nattflyn. Inga underarter finns listade i Catalogue of Life.